# Alina Ross
Alina Ross, справжнє ім'я Кривенець Аліна Вадимівна (нар. 8 квітня 1990, Олександрія, Кіровоградська область) — українська письменниця-романістка, сценаристка, журналістка, інтернет-маркетолог.

## Життєпис
Народилась 8 квітня 1990 року в місті Олександрія Кіровоградської області в родині освітян.
З 1997 до 2003 року навчалась в Олександрійському колегіумі.
У 2003 році разом з матір'ю переїздить до Києва, де продовжує навчання у школі № 286.
Писати почала з дитинства. Вже в 10 років здобула перемогу у Всеукраїнському конкурсі прозових творів.
2007—2013 р.р. навчалась в Київському національному університеті імені Т. Г. Шевченка за спеціальностями: 2007—2011 р.р. «Літературна творчість» (спеціаліст), 2011—2013 р.р. «Українська мова та література» (магістр).
В березні-серпні 2016 року займала посаду журналістки на телеканалі «Перший Діловий».
В січні-червні 2018 року пройшла школу телеведучих на телеканалі «1+1» за спеціальністю «ведуча новин».
В 2024 році написала психологічний роман «Переміщені» — історії вимушеної та свідомої еміграції жінок різних національностей, віку та професій.
Проводить зустрічі з читачами в бібліотеках.

## Творчий доробок

### Книги російською
- 2019 — «Два Ричарды»
- 2019 — «21 кейс интернет-маркетолога»
- 2021 — «Любовь рождается в молчании»

### Книги українською
- 2021 — «Два Річарди» (видавництво: Видвець Торубара В. В., Миколаїв) ISBN 978-617-7472-85-7
- 2021 — «Любов народжується в мовчанні» (видавництво: Видавець Торубара В. В., Миколаїв)[6] ISBN 978-617-7472-79-6
- 2023 — «Але ж ти любила» (видавництво: Видавець Торубара В. В., Миколаїв) ISBN 978-617-96250-1-8
- 2024 — «Переміщені» (видавництво: Видавець Торубара В. В., Миколаїв) ISBN 978-617-5493-380

### Книги англійською
- 2018 — «Let me know if you still…»[3]
- 2019 — «The 2 Richards»[3]
- 2024 — «How To Know He Is The One?»

## Відзнаки
- Роман «The 2 Richards» увійшов до ТОП-100 різдвяних романів Amazon[3][значущість факту?].